# Chlorissa amphitritaria
Chlorissa amphitritaria là một loài bướm đêm trong họ Geometridae.